# Hjorterod (slægt)
Hjorterod-slægten (Seseli) anses af nogle for at være lille slægt med 4 arter. Mens  andre anser slægten for at rumme ca. 120 arter. Alene i Europa sandsynligvis 34 arter.
Hjorterodarterne er urteagtige planter, som oftest er flerårige. Enkelte er dog enårige. Mange af arterne forvedder på den nederste del af stænglerne, og de fleste har pælerod. Bladene er oftest flerdobbelt fjerede med smalle afsnit.
Slægtens tyngdepunkt ligger i bjergene omkring Middelhavet.
| Beskrevne arter |

- Hjorterod (Seseli libanotis) - også kaldet: almindelig hjorterod

| Andre arter |

- Seseli elatum (udbredt i Syd- og Sydøsteuropa)
- Seseli mucronatum (udbredt i Centralasien)
- Seseli tortuosum (udbredt i Syd- og Sydøsteuropa, Ukraine og Kaukasus)